# Kingston (Missouri)
Pour les articles homonymes, voir Kingston.
Kingston est une ville de l'État du Missouri, aux États-Unis. Elle est le siège du comté de Caldwell. Sa population s’élevait à 348 habitants lors du recensement de 2010, estimée à 339 habitants en 2016.